# Cupar
Cupar je město ve Skotsku, ležící severně od Edinburghu v kraji Fife. Město se nachází 19 kilometrů západně od St. Andrews, přímo ve středu kraje, jehož také bylo mezi lety 1975 až 1993 administrativním centrem. Město Cupar dostalo výsady královského města roku 1363 od Davida II. V minulém století se zde ve velkém množství zpracovával cukr.